# Toaru Hikūshi e no Koiuta
Toaru Hikūshi e no Koiuta (とある飛空士への恋歌 lit. La canción de amor para un piloto?) es una serie de novelas ligeras japonesas. Está ambientada en el mismo universo narrativo que Toaru Hikūshi e no Tsuioku, obra del mismo autor. Entre 2009 y 2011 se publicaron cinco volúmenes por la editorial Shogakukan. El 6 de enero de 2014 se inició la transmisión televisiva de una serie animada de 13 capítulos producida por TMS Entertainment. Una adaptación al manga ha empezado su publicación en la revista Shōnen Sunday Super de la editorial Shogakukan desde el 25 de febrero de 2014.

## Personajes

### Principales
Kal-el Albus(カルエル・アルバス Karueru Arubasu) / Karl La Hire (カール・ラ・イール Kāru Ra Īru)
Seiyū: Natsuki Hanae
Kal-el es el antiguo príncipe del Imperio de Ballsteros, Cuya Monarquía fue derrocada después de la revolución del viento. Mientras estaba encarcelado con su madre, el ver un avión que volaba por el cielo lo ayudó a aspirar a convertirse en un piloto. Luego de un mes de encarcelamiento, fue adoptado por la familia de Michael Albus. A causa de sus recuerdos de la revolución del viento, tiene un fuerte resentimiento contra Nina Viento. Se ha unido a la división aérea de la academia Cadoques junto con Ariel. Al final se terminó enamorando de Claire (Nina Viento).
Claire Cruz (クレア・クルス Kurea Kurusu) / Nina Viento (ニナ・ヴィエント Nina Vuiento)
Seiyū: Aoi Yūki
Claire es una chica capaz de controlar el viento desde joven, razón por la cual fue llamada bruja por las personas que la rodeaban. Se unió a la revolución del viento y ayudó a destruir a las fuerzas enemigas, perdiendo después sus poderes. Pidió que su identidad como Nina fuera ocultada y se unió a la división aérea de la academia Cadoques. Se enamora de Ka-el Albus .
Ariel Albus (アリエル・アルバス Arieru Arubasu)
Seiyū: Ayana Taketatsu
Ariel es la hermana adoptiva de Kal-el. Es menor que el por un día a causa de un infortunado accidente durante una batalla con el clan del cielo, se transfiere al departamento de mantenimiento. Ella está profundamente enamorada de Kal-el pero su amor es no correspondido.
Ignatio Axis(イグナシオ・アクシス Igunashio Akushisu)
Seiyū: Kaito Ishikawa
Ignatio es hijo de la amante del antiguo rey Gregorio La Hire. Y hermanastro de Kal-el, antes de la revolución del viento los disidentes expulsaron a su madre del palacio, la cual muere un mes después de esto, a causa de ello, Ignatio la quema en una hoguera debajo del puente que era su humilde hogar .

### Estudiantes de la División Aérea
Noriaki Kashiwabara (ノリアキ・カシワバラ)
Seiyū: Hiro Shimono
Benjamin Sharif' (ベンジャミン・シェリフ Benjamin Sherifu)
Seiyuu: Shinnosuke Tachibana
Mitsuo Fukuhara (ミツオ・フクハラ)
Seiyuu: Shinya Hamazoe
Chiharu de Lucia (チハル・デ・ルシア Chiharu de Rushia)
Seiyuu: Asami Tano
Sharon Morcoz (シャロン・モルコス Sharon Morukosu)
Seiyuu: Saori Hayami
Nanako Hanasaki (ナナコ・ハナサキ)
Seiyuu: Yoshino Nanjō
Wolfgang Baumann (ウォルフガング・バウマン Worufugangu Bauman)
Seiyuu: Teruyuki Tanzawa
Marco Santos (マルコ・サントス Maruko Santosu)
Seiyuu: Daisuke Motohashi
Fausto Fidel Melze (ファウスト・フィデル・メルセ Fausuto Fideru Meruse?)
Seiyuu: Sōichirō Hoshi
Instructores de la división
Juan Rodrigo Bandereas (ホアン・ロドリゴ・バンデラス Hoan Rodorigo Banderasu)
Seiyuu: Takaya Koruda
Sonia Palez (ソニア・パレス Sonia Paresu)
Seiyuu: Yumi Uchiyama
Congreso de Isla
Luis de Alarcón (ルイス・デ・アラルコン Ruisu de Ararukon)
Seiyuu: Jūrōta Kosugi
Leopold Melze (レオポルド・メルセ Reoporudo Meruse)
Seiyuu: Yusaku Yara
Amelia Cervantes (アメリア・セルバンテス Ameria Serubantesu)
Seiyuu: Fujiko Takimoto
Marcus Sánchez (マルクス・サンチェス Marukusu Sanchesu)
Seiyuu: Takeshi Maeda
Familia de Kal-el
Michael Albus (ミハエル・アルバス Mihaeru Arubasu)
Seiyuu: Takashi Matsuyama
Es el padre de Ariel. Ha adoptado a Kal-el cuándo perdió a sus padres tras la revolución del viento.
Noelle Albus (ノエル・アルバス Noeru Arubasu)
Seiyuu: Sawako Hata
Es la hija mayor de la familia Albus.
Manuelle Albus (マヌエル・アルバス Manueru Arubasu)
Seiyuu: Nana Hamasaki
Es la segunda hija de la familia Albus
Gregorio La Hire (グレゴリオ・ラ・イール Guregorio Ra Īru)
Seiyuu: Kenichirō Matsuda
Gregorio es el padre de Kal-el y el antiguo rey del Imperio Ballsteros, fue derrocado y ejecutado durante la revolución del viento.
María La Hire (マリア・ラ・イール Maria Ra Īru)
Seiyuu: Yuri Amano
María es la madre de Kal-el, fue encarcelada junto a su hijo y sucesivamente ejecutada después de la revolución del viento.
Otros
Condesa Ulshyrra (ウルシラ伯爵夫人 Urushira Hakushaku Fujin)
Seiyuu: Kanō Chiaki
Shizuka Hazome (シズカ・ハゾメ Shizuka Hazome)
Seiyuu: Hana Satō

## Media
Novela Ligera
Toaru hikūshi e no koiuta es una serie de novelas ligeras, escrita por Koroku Inumura y diseñada po Haruyuki Morisawa. La historia está distribuida en cinco volúmenes, que se publicaron entre el 18 de febrero de 2009 y el 18 de enero de 2011 por la editorial Shogakukan. El trabajo anterior del autor, Toaru hikūshi e no tsuioku, es ambientada en el mismo universo narrativo, como lo están también las dos series siguientes: los 2 volúmenes de Toaru hikūshi e no yasōkyoku y la obra en curso Toaru hikūshi e no seiyaku.